# Hannoverscher Volksfreund für gebildete Leser aller Stände
Der Hannoversche Volksfreund für gebildete Leser aller Stände  war eine in Hannover über die Hahnsche Buchhandlung erschienene Zeitung, die laut einer Übersicht Hannoversche Tageszeitungen der Gottfried Wilhelm Leibniz Bibliothek ab 1842 bis 1844 nachgewiesen ist. Die Zeitschriftendatenbank nennt im Erscheinungsverlauf als letzten Jahrgang „5.1847“.
Beide Quellen nennen als Nachfolger den Neuen Hannoverschen Volksfreund.
Das Stadtlexikon Hannover führt zu der Zeitung kein eigenes Stichwort.